# Каринаро
Карина̀ро (на италиански: Carinaro) е градче и община в Южна Италия, провинция Казерта, регион Кампания. Разположено е на 29 m надморска височина. Населението на общината е 6914 души (към 2011 г.).